# Chrzypsko Wielkie
Chrzypsko Wielkie (prononciation : [ˈxʂɨpskɔ ˈvjɛlkʲɛ], en allemand : Seeberg) est un village de Pologne, situé dans la voïvodie de Grande-Pologne. Elle est le chef-lieu de la gmina de Chrzypsko Wielkie, dans le powiat de Międzychód.
Il se situe à 24 kilomètres à l'est de Międzychód (siège du powiat) et à 54 kilomètres au nord-ouest de Poznań (capitale régionale).
Le village possède une population de 958 habitants en 2010.

## Voies de communications
La route voïvodale n°133 (qui relie Chrzypsko Wielkie à Chełst) et la route voïvodale n°186 (qui relie Kwilcz à Wierzchocin) passent par le village.